# スターツ日本橋ビル
スターツ日本橋ビル（スターツにほんばしビル）は、東京都中央区に存在するオフィスと店舗の複合ビルである。

## 前史
矢部又吉が設計を手掛け、1927年に竣工したルネサンス式の銀行建築である川崎銀行本店は、
同時期に建てられた東京日本生命館（現：髙島屋日本橋店本館）、丸善日本橋本店（現：日本橋丸善東急ビルが所在）と共に、戦前の中央通りにおいて高水準の西欧風都市景観を一帯で形成していた。川崎銀行本店は後に日本信託銀行本店として55年余り使用され、建て替え工事に入る前の1986年に、建物の一部が博物館明治村に「川崎銀行本店（建物の行名は日本信託銀行）」として移築された。

## 概要

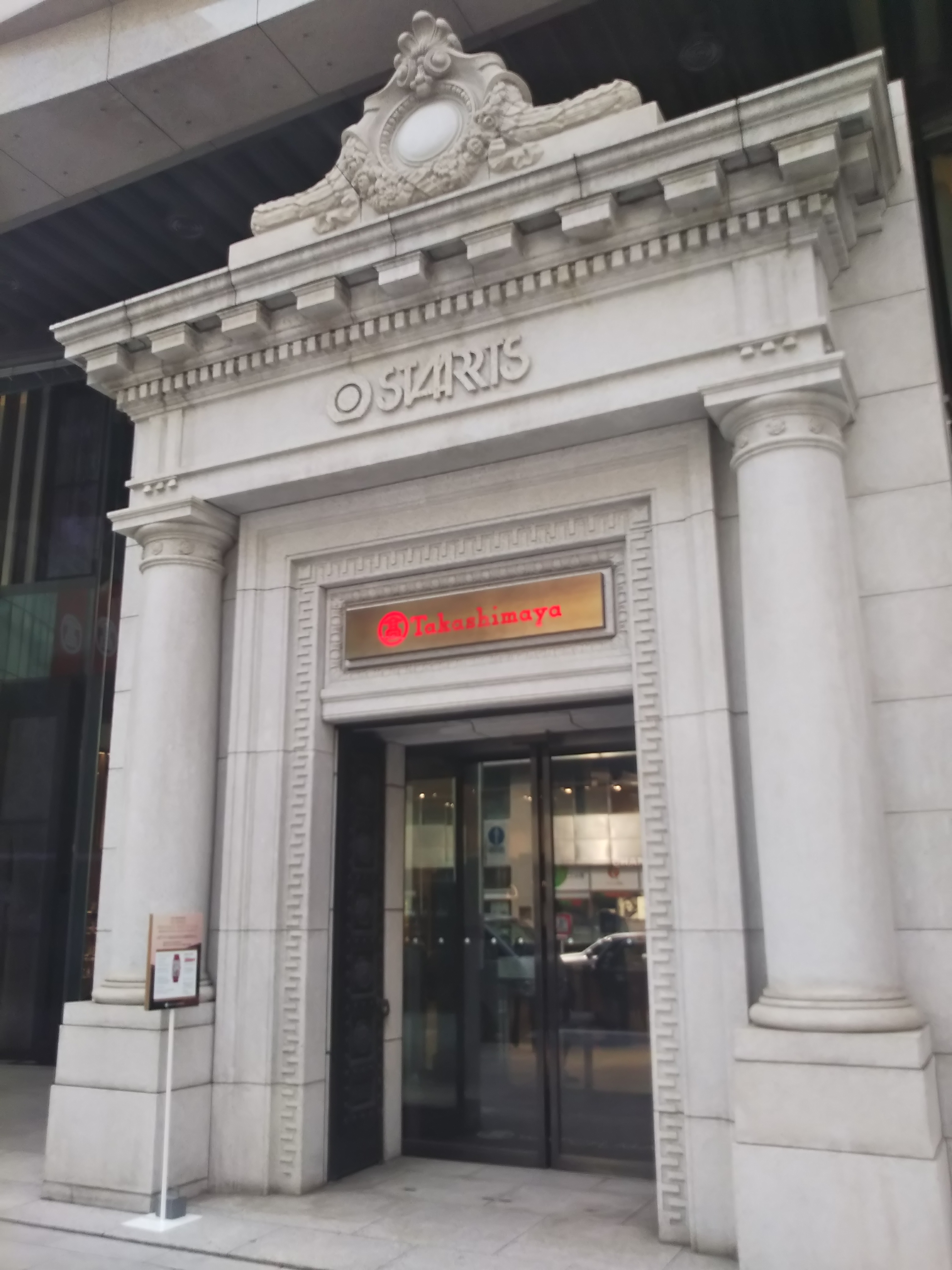
スターツ日本橋ビルのエントランス

もとの建物の壁に取り付けられていた様式柱を取り外し、ふたつを組み合わせて1本の新しい円柱を作り、建物の正面に並べた。また、正面中央には同じく旧建物から残した装飾的な玄関（エディクラ）も設置。ピロティは2層構成で、1階の左右外壁に、旧建物の2階部および開口部の腰壁を象嵌している。
このほか、川崎定徳の事務所となった8階に、旧建物1階営業室の天井デザインをレプリカとして取り入れるなど、形式的な保存や再生にとらわれる事なく、ファサードをはじめ建物の随所に旧本店の意匠を継承している。1991年には第31回BCS賞を受賞した。
2001年4月2日、日本信託銀行は、親会社の東京三菱銀行ならびに三菱信託銀行と経営統合して三菱東京フィナンシャル・グループを設立。同行本店営業部は、同年10月に三菱信託が日本信託を合併後、三菱信託の日本橋中央支店となった。
旧三菱信託の日本橋支店を2003年9月16日、ブランチインブランチとして当店内へ移転したのを経て、2005年5月31日の営業終了を最後に日本橋中央支店を日本橋支店へ統合。UFJ信託銀行との再度の合併による三菱UFJ信託銀行への変更を経て、2014年10月14日に、近隣に竣工したメルクロスビルに移転するまで使われた。
建物自体は今治造船を経て、2014年に不動産会社のスターツコーポレーションが取得、周辺に分散していたグループ各社の事務所を集約の上、名称もスターツ日本橋ビルに改められている。また支店跡には、高島屋日本橋店（日本橋高島屋S.C.）の時計専門館「タカシマヤ ウオッチメゾン 東京・日本橋」が2015年10月7日に開業している。